# Ostopovice (železniční zastávka)
Ostopovice jsou železniční zastávka ve stejnojmenné obci v okrese Brno-venkov, vybudovaná v rámci elektrizace trati z Brna do Zastávky u Brna. Zastávka se nachází v km 147,511–147,681 trati Brno–Jihlava a Brno – Hrušovany nad Jevišovkou-Šanov.
Provoz zde byl zahájen v prosinci 2021. Zastávku obsluhuje většina osobních a spěšných vlaků jezdících z Brna do Zastávky u Brna.

## Historie
Stavba, v jejíž rámci zastávka v Ostopovicích vznikla, se v minulosti potýkala s mnoha problémy, které oddálily datum jejího zprovoznění. Původně se počítalo s jejím dokončením v roce 2012, což ale zdržel nejprve spolek Voda z Tetčic, později pak Vechtrovna v obci Troubsko.
Drážní úřad zastávku schválil v únoru 2020 s blíže neurčeným datem jejího otevření. Podle tehdejšího starosty v obci zastávka dlouho scházela.

## Popis zastávky
Na zastávce se nacházejí dvě nástupiště o délce 170 metrů, u každé z kolejí jedno. Přístupy na nástupiště jsou řešeny pomocí přístupových chodníků, vedoucích z ulice Družstevní, a schodišť.